# The Void (película)
The Void (conocida en Hispanoamérica como Conjuros del más allá y en España como El vacío) es una película de terror de 2016 escrita y dirigida por Steven Kostanski y Jeremy Gillespie. Producida por Jonathan Bronfman y Casey Walker, la protagonizan Aaron Poole como el comisario Daniel Carter, Kathleen Munroe como Allison Fraser, Kenneth Welsh como el Dr. Powell, Daniel Fathers como Vincent y Ellen Wong como Kim. La trama muestra a un grupo de personas que han sido atrapadas en un hospital por una congregación de cultistas encapuchados y cómo pronto descubren que el hospital ha sido habitado por criaturas grotescas.
La película fue originalmente micromecenada en Indiegogo y su presupuesto llegó a USD $82,510. Fue proyectada por primera vez en el Fantastic Fest 2016 y posteriormente en el Toronto After Dark Film Festival. Tuvo un estreno teatral limitado en abril de 2017, exhibiéndose primero en 31 cines para acabar siendo exhibida en 50. Recaudó un estimado de USD $55,000 en su fin de semana de apertura. La película tuvo una acogida mayoritariamente positiva por parte de los críticos especializados, muchos de los cuales la compararon con películas de terror de la década de los ochenta.

## Argumento
Un drogadicto llamado James sale corriendo de una casa de campo y huye hacia el bosque. Una mujer intenta seguirlo mientras grita desesperadamente, pero recibe un disparo de escopeta por la espalda y luego es quemada viva por un hombre llamado Vincent y su hijo Simon. El comisario Daniel Carter luego encuentra a James arrastrándose en la carretera mientras patrulla y se apresura a llevarlo al hospital local, el cual ha sido en gran parte abandonado tras un incendio reciente. En el lugar trabaja como enfermera su esposa Allison Fraser, ambos están distanciados desde hace poco tras la muerte de su bebé no nacido. La mayor parte del hospital todavía está inservible a causa del incendio así que el turno corre a cargo de un personal mínimo compuesto por el Dr. Richard Powell, las enfermeras Allison y Beverly y la pasante Kim; junto a ellos hay algunos pacientes: la adolescente embarazada Maggie, su abuelo Ben y un paciente llamado Cliff. Tras internar y registrar a James, Daniel descubre que Beverly, aparentemente tras perder el juicio, ha asesinado a Cliff y se ha arrancado la piel del rostro. Daniel intenta hacerla razonar y calmarse pero Beverly lo ataca sin dejarle otra opción que tirar a matar, tras lo cual se desploma y experimenta una visión extraña de un lugar siniestro e irreal mientras está desmayado.
Mientras todos intentan entender qué le ha sucedido a Beverly, el policía estatal Mitchell ingresa en el hospital para recoger a James tras descubrir una escena sangrienta en aquella casa de campo. Al encontrarse con que la radio del hospital no da señal, Daniel sale al exterior para comunicar la muerte de Beverly desde su coche patrulla, pero debe hacer frente a un cultista vestido con una túnica blanca y una capucha con un triángulo negro por rostro que lo hiere de gravedad con un cuchillo. Después consigue regresar al hospital mientras docenas de cultistas rodean el edificio. Daniel y Mitchell se apresuran a la habitación donde James estaba James cuando lo oyen gritar y al llegar descubren que el cadáver de Beverly se ha convertido en una extraña criatura con tentáculos. Daniel y Mitchell rescatan a James y encierran a Beverly en la habitación al tiempo que en el vestíbulo, Vincent y Simon ingresan y abordan al grupo a punta de pistola, reclamando que les entreguen a James porque se han fijado como misión exterminar a todos los integrantes del culto y a quien interfiera en su labor, ya que los cultistas asesinaron a su familia. James, acorralado, toma a Maggie como rehén para protegerse y en su desesperación apuñala en el cuello a Powell, quien cae muerto al piso. La criatura sale de la habitación de Berverly y consigue atrapar a Mitchell para arrastrarlo a otra sección del hospital y devorarlo. Vincent y Simon matan a la criatura, decapitan el cuerpo de Mitchell y se reagrupan con los otros en el vestíbulo. 
Vincent y Simon acuerdan acompañar a Daniel fuera del hospital para recuperar la escopeta que hay en su coche patrulla, mientras Allison decide aventurarse al sótano a recoger los suministros médicos necesarios para que Maggie pueda dar a luz. Consiguen hacerse con la escopeta no sin antes tener que matar a varios cultistas, la actitud de los cuales les hace comprender que no los han rodeado para atraparlos sino para asegurarse de que permanezcan dentro del hospital. Powell revive sin que nadie lo vea y captura a Allison. Al descubrir que su esposa está ausente Daniel y Vincent la buscan sin éxito por todo el edificio, pero encuentran fotografías y archivos indicadores de que Powell era el dirigente del culto. Entonces Powell llama por teléfono a Daniel, provocándolo y mencionando la visión que Daniel experimentó mientras estuvo inconsciente.
Kim y Ben se quedan junto a Maggie, que está dando a luz, mientras Daniel, Vincent y Simon interrogan a James. James, aterrado, explica que en contra de lo que cree Vincent él no es un cultista sino una víctima más que fue llevada con engaños a una ceremonia: también les explica que si mató a Powell fue porque lo reconoció de la ceremonia y sabe que tiene el poder de transformar a las personas en cosas inhumanas. Los tres obligan a James a bajar con ellos al sótano. Allison recupera el conocimiento en una mesa de operaciones y Powell le explica que ha encontrado una manera de desafiar a la muerte tras la pérdida de su hija Sarah. Habiendo cortado su propia rostro, Powell le muestra a Allison que ahora algo está creciendo dentro de ella. Daniel, Vincent, Simon y James encuentran un área escondida en el sótano y al entrar en ella acaban rodeados por cadáveres deformes reanimados: una de las criaturas mata a James, mientras que los otros tres deben huir en distintas direcciones.
Maggie está cada vez más cerca de dar a luz y Kim duda si debe tratar de hacerle una cesárea. Mientras Ben le suplica a Kim aludiendo que es la única esperanza de su nieta, e intenta convencerla de que atienda el parto mientras él se enfrenta a los cultistas ganando todo el tiempo que le sea posible. Sorpresivamente Maggie se levanta y degüella a su abuelo, revelando que no sólo es una cultista sino que además espera al bebé del Dr. Powell. Kim, horrorizada, se esconde mientras los cultistas entran en el edificio y Maggie se va con algunos de ellos. Daniel finalmente encuentra a Allison en el quirófano embarazada. Mirando otra vez a Allison, ve que se ha convertido en una criatura con tentáculos que se extienden desde el interior de su cuerpo y abarcan toda la habitación. La voz de Powell le habla a Daniel, su esposa le pide que acabe con ella y, finalmente, el policía mata a su mujer con un hacha. Daniel es transportado a una habitación morgue con un triángulo negro con bordes brillantes grabado en la pared. La voz de Powell le dice a Daniel que él ha encontrado la capacidad de conquistar la vida y la muerte. Powell le promete a Daniel que incluso podrá volver a tener a su bebé si está dispuesto a morir primero.
Maggie aparece y acuchilla a Daniel por la espalda. Powell aparece sin nada de piel en el cuerpo delante del triángulo, al mismo tiempo que Maggie alegremente se arrodilla ante él. Powell recita un encantamiento frente al triángulo, que se transforma en una puerta a un plano abismal vacío brillando por completo, mientras el torso de la ahora aterrada Maggie explota, dando nacimiento a una Sarah renacida que no es humana sino otro deforme monstruo sobrenatural. Vincent y Simon llegan y se enfrentan a la bestia, que logra envolver con sus tentáculos a Vincent y herirlo de muerte, pero él se cubre en alcohol isopropílico, obligando a Simon a prenderles fuego a ambos con una bengala. 
A medida que Powell empieza a transformarse, le dice a Daniel que puede estar con Alison si se entrega a sí mismo al abismo. Daniel, moribundo, acepta y le tiende la mano a Powell para cerrar el pacto, pero es solo un engaño y tras sujetarlo se arroja a sí mismo y al doctor hacia el vacío dentro del triángulo. Eso hace que el espacio bajo el hospital empiece a temblar y colapsarse hasta terminar cerrándose y desapareciendo sin dejar rastro. Entretanto, la criatura persigue a Simon, quien escapa a duras penas antes de que se cierre la salida del pasillo hacia el sótano real y es finalmente transportado de regreso al hospital, para reunirse sin más incidentes con una asustada Kim. 
El otro lado del portal resulta ser el lugar que Daniel vislumbró previamente en sus visiones, un mundo ajeno a toda lógica terrestre, amenazador y oscuro. Pero Daniel y Alison están vivos e ilesos en ese mundo y los vemos cogidos de la mano mientras observan lo que parece ser que representaba el triángulo símbolo de los cultistas, una enorme pirámide hecha de oscuridad que flota sobre ellos.

## Elenco
- Aaron Poole como Daniel Carter.
- Kathleen Munroe como Allison Fraser.
- Kenneth Welsh como el Dr. Richard Powell.
- Daniel Fathers como El Padre/Vincent.
- Ellen Wong como Kim.
- Mik Byskov como El Hijo/Simon.
- Grace Munro como Maggie.
- Evan Stern como James.
- James Millington como Ben.
- Art Hindle como Mitchell.
- Stephanie Belding como Beverly.
- Matt Kennedy como Cliff Robertson.

## Producción
TheVoid fue rodada en Canadá a partir del 17 de noviembre de 2015. En American Film Market, XYZ Films y CAA se establecieron para manejar los contratos en América del Norte.

## Estreno
The Void tuvo su estreno mundial en el Fantastic Fest el 22 de septiembre de 2016. Su estreno canadiense tuvo lugar en el Toronto After Dark Film Festival el 17 de octubre de ese mismo año. Screen Media negociaron un acuerdo con XYZ Films y CAA para ambas fechas de estreno cinematográfico y vídeo bajo demanda en Estados Unidos el 7 de abril de 2017. El 7 de abril de 2017 tuvo un estreno limitado en Canadá, donde fue distribuida por D Films.

## Recepción
En el sitio web agregador de reseñas Rotten Tomatoes, actualmente cuenta un índice de aprobación 73% basado en 56 reseñas y una calificación promedio de 5.9/10. El consenso crítico del sitio indica: «The Void ofrece un viaje nostálgico para seguidores del terror de bajo presupuesto de los años 1980 — y emociones legítimas para entusiastas hardcore del género de todas las edades.» En Metacritic, The Void recibió un índice de 62 sobre 100 basado en 14 reseñas, indicando "reseñas generalmente favorables".
Kim Newman (Screen Daily) comparó la película a los trabajos anteriores de Bio-Cop desde ABCs of Death 2 y Manborg, declarando que los directores «permanecen en modo pastiche modo, pero bajaron el tono del humor para tratar suspenso serio y horror lovecraftiano - con una complacencia dependiente de los efectos físicos grotescos memorables en lugar de los CGI». Newman concluyó que la película «ofrece buenos momentos de shock y una trama bastante imprevisible, incluso si unas cuantas relaciones cruciales son establecidas someramente, lo que socava ligeramente el interés de audiencia en [las escenas de] horrores.»
Fangoria dio a la película una reseña positiva, alabando en concreto que «los efectos prácticos no son oscurecidos, no son entrevistos parcialmente a través de una luz cegadora o encuadres inestables [como en otras producciones similares actuales]. Son mostrados de frente y en el centro de la acción, con la confianza de un equipo que sabe sus monstruos tienen más peso e impacto que la miríada de sustos CGI que ha pasado a ser el estándar en el terror moderno», y que era una película que «pide ser vista muchas veces».
Globe & Mail dio a la película dos estrellas y medias sobre cuatro, criticando el argumento «difícil de seguir» y que las criaturas en la película «no están muy iluminadas, lo que probablemente tiene más que ver con realidades presupuestarias que con una elección estética deliberada» y que la película era «inquietante y para nada chistosa, el infierno de The Void será el paraíso de algunos». Now opinó que los directores todavía «operaban en su zona de confort referencial» con la película siendo «una mezcolanza comprensiva de al menos cuatro filmes de John Carpenter» y que sin embargo todavía tenía «entidad propia: una pesadilla eficaz e ingeniosa que te convence de que el apocalipsis se está abriendo paso fuera del campo visual, más allá del borde de la pantalla».
Empire dio a la película tres estrellas sobre un índice de cinco, y comentó sobre el argumento de la película, declarando que «la historia central depende de una serie de coincidencias estrambóticas, demasiados personajes forcejean para hacer un impacto, y el ritmo es un pelín demasiado pesado para atrapar de verdad al espectador». La reseña encontró que a medida que la película ib aproximándose a la criatura principal, «el amor de los directores por los honestos efectos especiales prácticos de la vieja escuela es una enorme bendición» y los directores «se merecen nuestra atención» porque «conocen sus métodos alrededor de una imagen llamativa, ya sea un grupo de inquietantes figuras enmascaradas iluminadas por el frío, el centelleo de las luces de un coche patrulla, o una asesina metiendo como si tal cosa un escalpelo en el ojo de alguien».

## Premios y nominaciones
| Año  | Premio                           | Categoría                   | Candidato                         | Resultado |
| ---- | -------------------------------- | --------------------------- | --------------------------------- | --------- |
| 2017 | Boston Underground Film Festival | Mejor Película              | Jeremy Gillespie Steven Kostanski | Nominado  |
| 2017 | Fright Meter Awards              | Mejor maquillaje            | The Void                          | Ganador   |
| 2017 | Fright Meter Awards              | Mejores efectos especiales  | The Void                          | Ganador   |
| 2017 | Nashville Film Festival          | Competencia Graveyard Shift | Jeremy Gillespie Steven Kostanski | Nominado  |
| 2017 | Nevermore Film Festival          | Mejor Película              | Jeremy Gillespie Steven Kostanski | Ganador   |